# Lijst van gouverneurs van La Tortue en de kust van Saint-Domingue
De volgende personen zijn gouverneur geweest van La Tortue (in het Spaans Tortuga genoemd) en de kust van Saint-Domingue in de tijd dat dit Franse koloniën waren. Tot 1654 voerden deze gouverneurs slechts het bewind over La Tortue, en vielen ze bestuurlijk onder de luitenant-generaal van de Eilanden van Amerika. Na deze datum kregen deze gouverneurs ook het gezag over de kust van Saint-Domingue, en vielen ze rechtstreeks onder de Franse koning. De gouverneurs hadden meerdere malen te maken met piraten, die van La Tortue hun uitvalsbasis hadden gemaakt.
| Naam                                                    | Positie                           | Termijn                   | Termijn                   |
| Naam                                                    | Positie                           | Begin                     | Eind                      |
| Gouverneurs van La Tortue                               | Gouverneurs van La Tortue         | Gouverneurs van La Tortue | Gouverneurs van La Tortue |
| ------------------------------------------------------- | --------------------------------- | ------------------------- | ------------------------- |
| François Levasseur                                      | gouverneur                        | augustus 1640             | juli 1652†                |
| Timoléon Hotman chevalier de Fontenay                   | gouverneur                        | einde 1652                | januari 1654              |
| Gouverneurs van La Tortue en de kust van Saint-Domingue |                                   |                           |                           |
| Jérémie Deschamps du Monsac et du Rausset               | gouverneur                        | 1660                      | 1662                      |
| Frédérick Deschamps de La Place                         | interim                           | 1662                      | juni 1665                 |
| Bertrand d'Ogeron de La Bouëre                          | gouverneur                        | juni 1665                 | einde 1668                |
| Jacques Nepveu de Pouancey                              | interim                           | einde 1668                | juni 1669                 |
| Bertrand d'Ogeron de La Bouëre                          | gouverneur                        | juni 1669                 | februari 1673             |
| Jerôme du Sarrat de La Perrière                         | interim                           | april 1673                | april 1673                |
| Bertrand d'Ogeron de La Bouëre                          | gouverneur                        | april 1673                | september 1675            |
| Pierre-Paul Tarin de Cussy                              | interim                           | september 1675            | augustus 1676             |
| Jacques Nepveu de Pouancey                              | gouverneur                        | augustus 1676             | einde 1681                |
| François Depardieu de Franquesnay                       | luitenant van de Koning (interim) | eind 1681                 | april 1682                |
| Jacques Nepveu de Pouancey                              | gouverneur                        | mei 1682                  | begin 1683†               |
| Jacques de Pardieu de Franquesnay                       | luitenant van de Koning (interim) | begin 1683                | april 1684                |
| Pierre-Paul Tarin de Cussy                              | gouverneur                        | april 1684                | januari 1691†             |
| Dumas                                                   | luitenant van de Koning (interim) | januari 1691              | oktober 1691              |
| Jean du Casse                                           | gouverneur                        | oktober 1691              | maart 1697                |
| Jacques Yvon sieur Deslandes                            | luitenant van de Koning (interim) | maart 1697                | mei 1697                  |
| de graaf van Boissyraimé                                | luitenant van de Koning (interim) | mei 1697                  | juni 1697                 |
| Jean du Casse                                           | gouverneur                        | juni 1697                 | juli 1700                 |

Indien achter de einddatum van een gouverneursperiode een obelisk (†) staat, is dit tevens de sterfdatum van de gouverneur.